# Phenatoma novaezelandiae
Phenatoma novaezelandiae là một loài ốc biển săn mồi, là động vật thân mềm chân bụng sống ở biển thuộc họ Borsoniidae.